# فریدریش آگوست یکم
فردریک آگوستوس اول (آلمانی: Friedrich August Josef Maria Anton Johann Nepomuk Alois Xavier) یک شاه پادشاهی ساکسونی از خاندان ویتین بود.